# White Zone
White Zone è il diciannovesimo album in studio della space rock band britannica Hawkwind, registrato nel 1995 e pubblicato nello stesso anno.
Per questo album, che è completamente strumentale, gli Hawkwind scelgono di mutare il nome in Psychedelic Warriors.

## Tracce
1. Am I Fooling – 1:28 –  (Brock/Davey/Chadwick)
2. Frenzzy – 5:48 –  (Brock)
3. Pipe Dreams – 3:38 –  (Brock)
4. Heart Attack – 0:54 –  (Brock)
5. Time And Space – 4:04 –  (Brock/Davey)
6. The White Zone – 7:32 –  (Brock)
7. In Search of Shangrila – 5:35 –  (Brock)
8. Bay of Bengal – 1:35 –  (Brock)
9. Moonbeam – 4:08 –  (Chadwick)
10. Window Pane – 5:08 –  (Davey)
11. Love in Space – 5:20 –  (Davey)

## Formazione
- Dave Brock - chitarra, tastiere
- Alan Davey - basso, tastiere
- Richard Chadwick - batteria
- Dave Charles - campionatore